# Amarakosha
O Amarakosha (de amara "imortal" e kosha "colecção, dicionário"; ou Namalinganushasana nama-linga-anu-shasana "relação relativa ao género dos nomes") de Amarasimha é um tesauro de sânscrito. Tem três partes ou kandas.
Amarasimha foi um dos Navaratnas (nava significa nove e ratna refere-se a uma gema/pedra preciosa) na corte de Chandragupta II, um rei Gupta que terá reinado cerca do ano 400.
O Amarakoshad-ghatana é uma crónica de Kshirasvamin.